# IEEE 802.11i
IEEE 802.11i ist eine Erweiterung des IEEE-Standards 802.11 für Wireless LAN (kabellose Datennetzwerke) um die Sicherheitsprotokolle
- Temporal Key Integrity Protocol (TKIP) und
- CTR with CBC-MAC Protocol (CCMP).

Diese werden unter dem Oberbegriff Robust Security Network Association (RSNA) zusammengefasst. Ziel der Erweiterung war es, das bislang löchrige Verschlüsselungsverfahren Wired Equivalent Privacy (WEP) entscheidend zu verbessern.
Ein Teil des Protokolls wurde unter der Bezeichnung WPA bereits vor der Fertigstellung veröffentlicht. WPA erlaubt eine sicherere Verschlüsselung durch die Verwendung des Temporal Key Integrity Protocol (TKIP). Durch die Nutzung von „Pre-Shared-Keys“ wurde die Einbindung in bestehende Systeme einfacher. Die vollständige Erweiterung wird von WPA2 implementiert.
Die Nutzung von IEEE 802.1X auf der Basis des Protokolls RADIUS erlaubt die eindeutige Identifikation von Benutzern. Darüber hinaus umfasst 802.11i die Regeln für die Verwendung von Advanced Encryption Standard (AES) zur Verschlüsselung von Daten.
IEEE 802.11i wurde im Jahr 2004 spezifiziert und ging später im Standard IEEE 802.11-2007 auf.
Standards laut IEEE:
- IEEE 802.11i/D3.0 ist WPA (WPA-Personal und WPA-Enterprise). Es wird in den Beacons als WPA IE angekündigt.
- IEEE 802.11i/D9.0 ist WPA2 (WPA2-Personal und WPA2-Enterprise). Es wird in den Beacons als RSN IE angekündigt.